# Bostadskreditinstitut
Bostadskreditinstitut lämnar eller förmedlar bostadskrediter. För att lämna eller förmedla bostadskrediter till konsumenter krävs i Sverige tillstånd från Finansinspektionen enligt lagen om verksamhet med bostadskrediter (LVB) (2016:1024).
Det gäller även företag som i dag har tillstånd att lämna eller förmedla krediter enligt lagen om viss verksamhet med konsumentkrediter (2014:275) förutsatt att verksamheten innefattar bostadskrediter. FI benämner företag som fått tillstånd enligt LVB som bostadskreditinstitut.
Tillstånd för att lämna eller förmedla bostadskrediter behövs inte för företag som har tillstånd enligt lagen om bank- och finansieringsrörelse (LBF) (2004:297).